# Jiang Fabin
Jiang Fabin (13 de novembre de 1968) és un esportista xinès que va competir en judo, guanyador d'una medalla de plata als Jocs Asiàtics de 1990 en la categoria de –95 kg.

## Palmarès internacional
| Jocs Asiàtics | Jocs Asiàtics             | Jocs Asiàtics | Jocs Asiàtics |
| Any           | Lloc                      | Medalla       | Categoria     |
| ------------- | ------------------------- | ------------- | ------------- |
| 1990          | Pequín ( R.P. de la Xina) | 2             | –95 kg        |